# ساوت پاسادنا (کالیفرنیا)
ساوت پاسادنا (به انگلیسی: South Pasadena) شهری در شهرستان لس‌آنجلس، کالیفرنیا ایالت کالیفرنیا است که در سرشماری سال ۲۰۱۰ میلادی، ۲۵۶۱۹ نفر جمعیت داشته‌است.

## نگارخانه

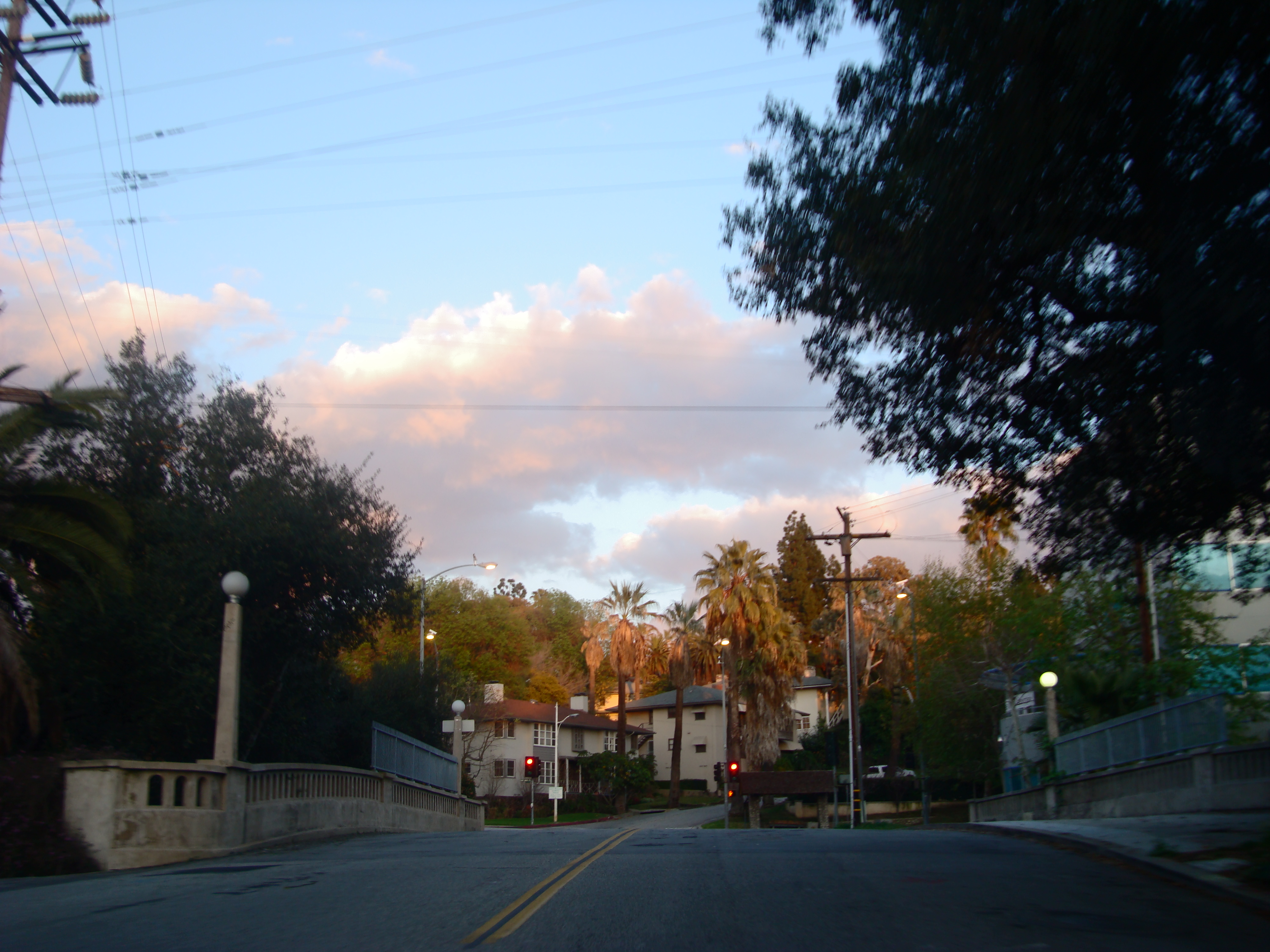
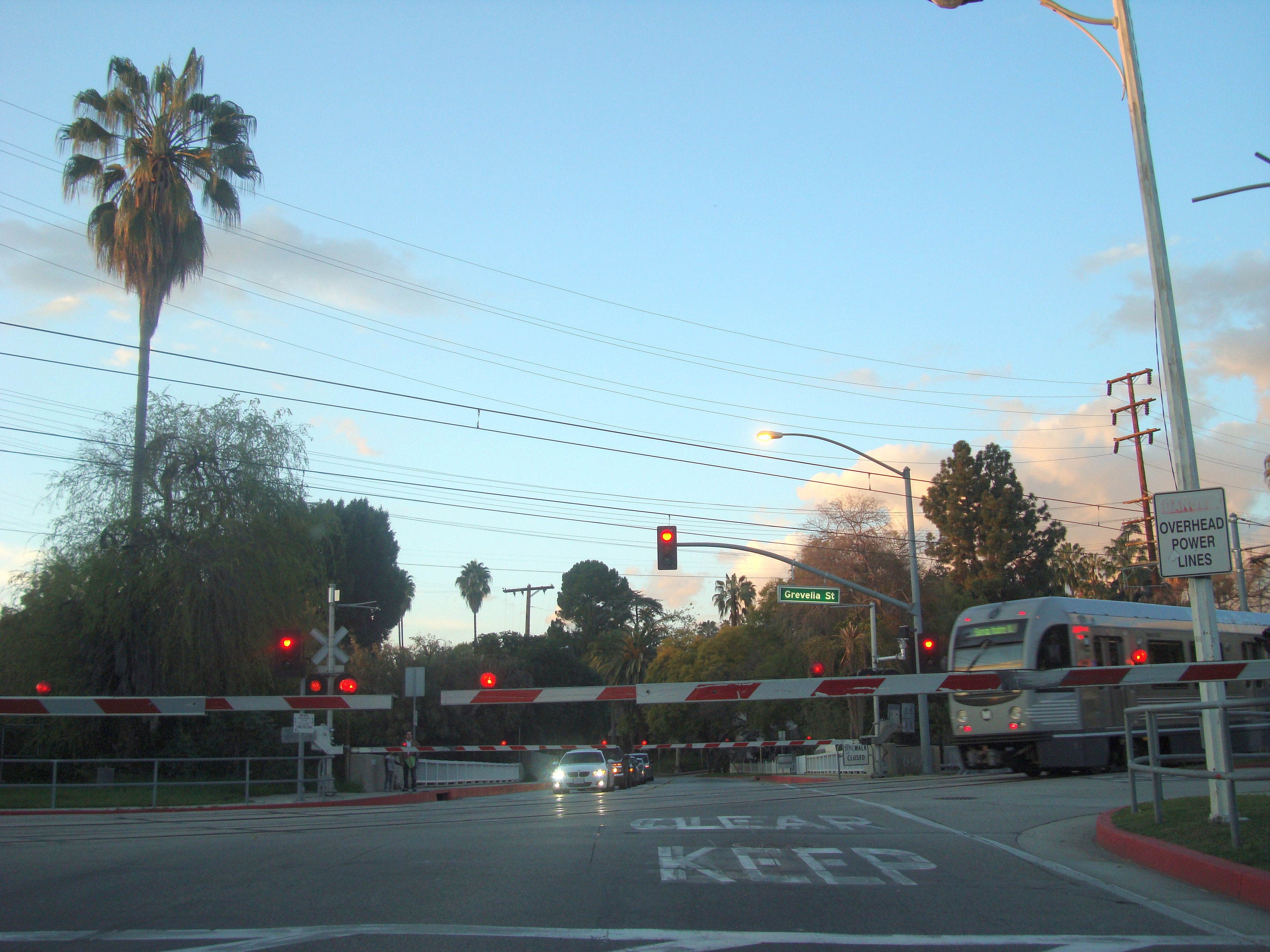